# 阿達爾維托·杜斯·桑托斯
阿達爾維托·杜斯·桑托斯（葡萄牙語：Adalberto Pereira dos Santos，1905年4月11日—1984年4月2日），巴西軍事領袖政治家。於1974年至1979年期間成為巴西副總統。
| 前任： 奧古斯托·拉德馬克 | 巴西副总统 1974年－1979年 | 繼任： 奧雷利亞諾·查維斯 |